# مقتل حسين سعيد النهدي
حسين سعيد النهدي، كان طالباً سعودياً عمره 24 عاماً في كلية إدارة الأعمال في جامعة ويسكونسن-ستاوت، تعرض للقتل في منطقة مينوموني، ويسكنسون في شهر تشرين الثاني (أكتوبر) عام 2016.
هوجم حسين وضُرب وترك فاقداً الوعي خارج مطعم بيتزا في الشارغ الرئيسي الواقع شرق وسط مدينة مينوموني، عند الساعة الثانية صباحاً من يوم الأحد الموافق 30 تشرين الأول (أكتوبر) 2016. في اليوم التالي الإثنين 31 تشرين الأول (أكتوبر) توفي من الإصابات التي تعرض لها في مستشفى مايو كلينيك في أو كلير والتي نقل إليها بواسطة طائرة هليوكبتر.
تم عرض مكافأة قدرها 20,000 دولار لمن يدلي بمعلومات تقود إلى اعتقال القاتل.
القنصلية السعودية بهيوستن اصدرت بيان صحفي بخصوص هذه الحادثة بتاريخ 2 نوفمبر 2016. كما قامت القنصلية بتعيين محامي لمتابعة هذة القضية من كافة جوانبها الاجرائية والأمنية والقضائية.